# Culinária de Mato Grosso do Sul
A gastronomia de Mato Grosso do Sul é o conjunto de manifestações gastronômicas desenvolvidas pela população sul-mato-grossense. A gastronomia tradicional estadual é uma mistura de várias contribuições das muitas migrações ocorridas em seu território.

## Salgados
- Arroz Carreteiro: carne picada, salgada,cozida com arroz. Antigamente a carne era levada pelos peões entre a sela e o lombo do cavalo e salgada pelo suor do mesmo.[1]
- Arroz boliviano: arroz feito com banana, cebola e queijo ralado.[2]
- Bolo de arroz: como o nome diz, é um bolo feito de arroz.[1]
- Carne de capivara: carne geralmente feita em modo assado.[3]
- Carne de jacaré: carne cozida de jacaré e recheada com carne e legumes.[4]
- Carpaccio de dourado: prato feito a partir da carne de dourado cru, cortado em fatias finas, e é comumente servido como um aperitivo ou antepasto. De acordo com Arrigo Cipriani, atual dono do Harry's Bar, em Veneza, o Carpaccio foi inventado no Harry's Bar, onde foi servido primeiramente à condessa Amalia Nani Mocenigo, em 1950, quando ela informou ao dono do bar que seu médico havia recomendado o consumo exclusivo de carne crua. O Carpaccio consistia em finas fatias de carne crua, temperadas com molho de mostarda. O prato foi nomeado Carpaccio por Giuseppe Cipriani, o fundador e dono do bar, em referência ao pintor italiano Vittore Carpaccio, pois as cores do prato o recordavam das pinturas de Carpaccio.
- Caribeu: constitui-se de um guisado de carne com mandioca.[5]
- Chipa: semelhante ao pão de queijo mineiro, porém com consistência e sabor próprio. Em geral, o preparo de sua massa requer polvilho, óleo vegetal ou azeite de oliva, queijo ralado, ovos e sal. Após pronta a massa, os chipas são confeccionados sempre em forma de "ferradura" (o pão de queijo mineiro é em formato de bolinhas) e levados ao forno para assar. Pode-se acrescentar margarina no lugar do óleo vegetal.[1]
- Chipá guassú: torta de milho verde e queijo proveniente do Paraguai.[1]
- Churrasco com mandioca: prato feito a base de carne in natura ou processada, assada sobre fogo ou brasas, com a utilização de estacas de madeira ou metal, geralmente espetos ou grelhas. É acompanhada de mandioca frita e/ou cozida.[6]
- Cumandá quesú: de origem paraguaia é uma sopa de feijão verde e queijo.[1]
- Farofa de banana da terra: é um prato culinário salgado de acompanhamento da cozinha local cujo ingrediente principal é a banana-da-terra. É um prato bastante popular em Corumbá.[2]
- Farofa de carne: farofa feita a base de carne seca.[7]
- Filé de pintado a urucum: peixe pintado feito em forma de filé mignon, sem partes espinhosas.[8]
- Locro: ensopado a base de abóbora, feijão e milho.[1]
- Mandioca frita: mandioca preparado na fritura e servido seco com um condimento, geralmente sal ou queijo ralado.[9]
- Maria Izabel: cozido de carne seca com arroz.[1]
- Mojica de pintado: prato ensopado feito com file de pintado, mandioca, cebola e tomate.[10]
- Paçoca de carne seca: paçoca de carne seca socada no pilão.[1]
- Pacu assado e recheado: pacu que é preparado inteiro e recheado com farofa.[1]
- Pamonha de milho verde cozida: pamonha recheada com milho verde cozido.[11]
- Peixe ensopado: geralmente pacu ou pintado, consumido com caldo.[2]
- Pintado frito: peixe pintado consumido frito.[12]
- Puchero/Pucherada: prato de origem espanhol. A olla podrida compõe-se sempre de carnes e legumes variados (pode levar presunto, carneiro, cerefólio, cominhos, couve branca aipo (cabeça), cenoura, feijão verde alface). A autêntica olla faz-se com chouriço e grão de bico. Há uma variação chamada Olla Poderosa, feita com feijão da zona de burgos.[1]
- Pintado a urucum: prato feito com filé de pintado, muzzarella e sementes de urucum.[13]
- Quebra torto: café da manhã tipicamente pantaneiro. Nele inclui-se o mate queimado (mate chimarrão queimado na brasa e depois se coloca água, sendo daí coado e servido), "engasga gato" ou "sujinho" (carne picadinha geralmente de sobras de churrasco com todos os temperos, refogada e misturada com farinha – comida molhada), a farofa de carne seca e o bolo de queijo frito (polvilho, ovo e queijo). Para a lida do gado, o pantaneiro leva a sua matula (comida que o pantaneiro carrega para o campo, como a farofa, rapadura e a bolacha pantaneira). Nas comitivas usa-se muito o macarrão boiadeiro (macarrão e carne seca com caldo) e o arroz carreteiro (carne seca com arroz).[1]
- Saltenha: pastel empanado recheado com frango, azeitonas, uva passa e gelatina, que, apesar de muito consumida e caracterizada da Bolívia tem sua origem em Salta, região argentina.[1]
- Sarravulho: chamado de sarrabulho em outras paragens, é um dos pratos mais tradicionais originários de Portugal, mais precisamente da região do Douro, onde os pratos são feitos a base de carne de porco com os nomes arroz de sarrabulho e papas de sarrabulho. Em Corumbá é preparada a base de miúdos de boi. Trata-se de um caldo grosso feito com os miúdos de boi com vinho, carne, lingüiça calabresa, paio, azeitonas, batata em cubinhos e ervilha.[1]
- Sôo josu py: caldo de carne moída originário do Paraguai.[1]
- Sopa paraguaia: bolo salgado feito com cebola, milho e queijo.[1]
- Torta de cordeiro pantaneira: torta a base de carne de cordeiro e acrescida de fubá, queijo, cebola picada.[1]
- Ventrecha de pacu frito: espécie de bife de pacu empanado acompanhado com queijo.[1]

## Doces
- Bolo de mandioca: bolo doce feito com mandioca.[14]
- Francisquito: doce geralmente amanteigado.
- Furrundu: feito com canela, rapadura e mamão verde ou pau do mamoeiro.[1]
- Quibebe: doce muito comum na região, feito principalmente de mamão.[15]

## Bebidas

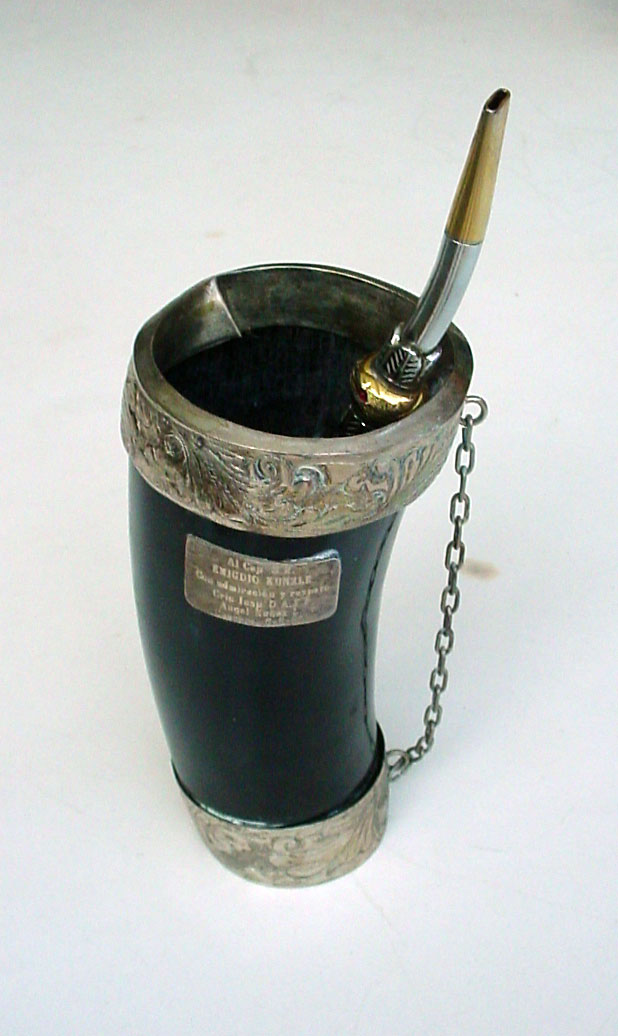
Recipiente típico de tereré.

Principais bebidas típicas do estado:
- Caldo de piranha: feito um pirão de piranha e coado, tomando-se o líquido. Costuma-se tomar o caldo de piranha em cumbucas bem apimentados. O caldo pode ser engrossado com farinha de mandioca. É um prato bastante afrodisíaco se consumido junto com amendoim cru.[16]
- Chicha: espécie de suco de milho.[1]
- Chimarrão: infusão de água quente e erva-mate servido numa cuia.[17]
- Licor de pequi: bebida doce á base de álcool e pequi.[1]
- Mate chimarrão: refrigerante a base de erva mate, mais consumido do que Coca-Cola.[18]
- Sorvete de bocaiuva: sorvete feito da farinha de Bocaiuva.[19]
- Suco de guaraná: suco feito á base de guaraná ralado, que foi importado dos índios maués da Amazônia.[1]
- Tereré: feito com infusão de erva-mate e água gelada, servido numa guampa geralmente de chifre de boi e com uma bomba, que é facilmente preparado e consumido nos encontros entre amigos e familiares. Existem regras bem definidas numa roda de tereré e que devem ser respeitadas. A bebida é consumida especialmente fim de semana acompanhada de música regional.[1]
- Xibé: bebida de origem indígena que é mistura de farinha de mandioca, água e mel.[1]